# Шумейкер (кратер)
25°52′00″ пд. ш. 120°53′00″ сх. д. / 25.866666666667° пд. ш. 120.88333333333° сх. д.

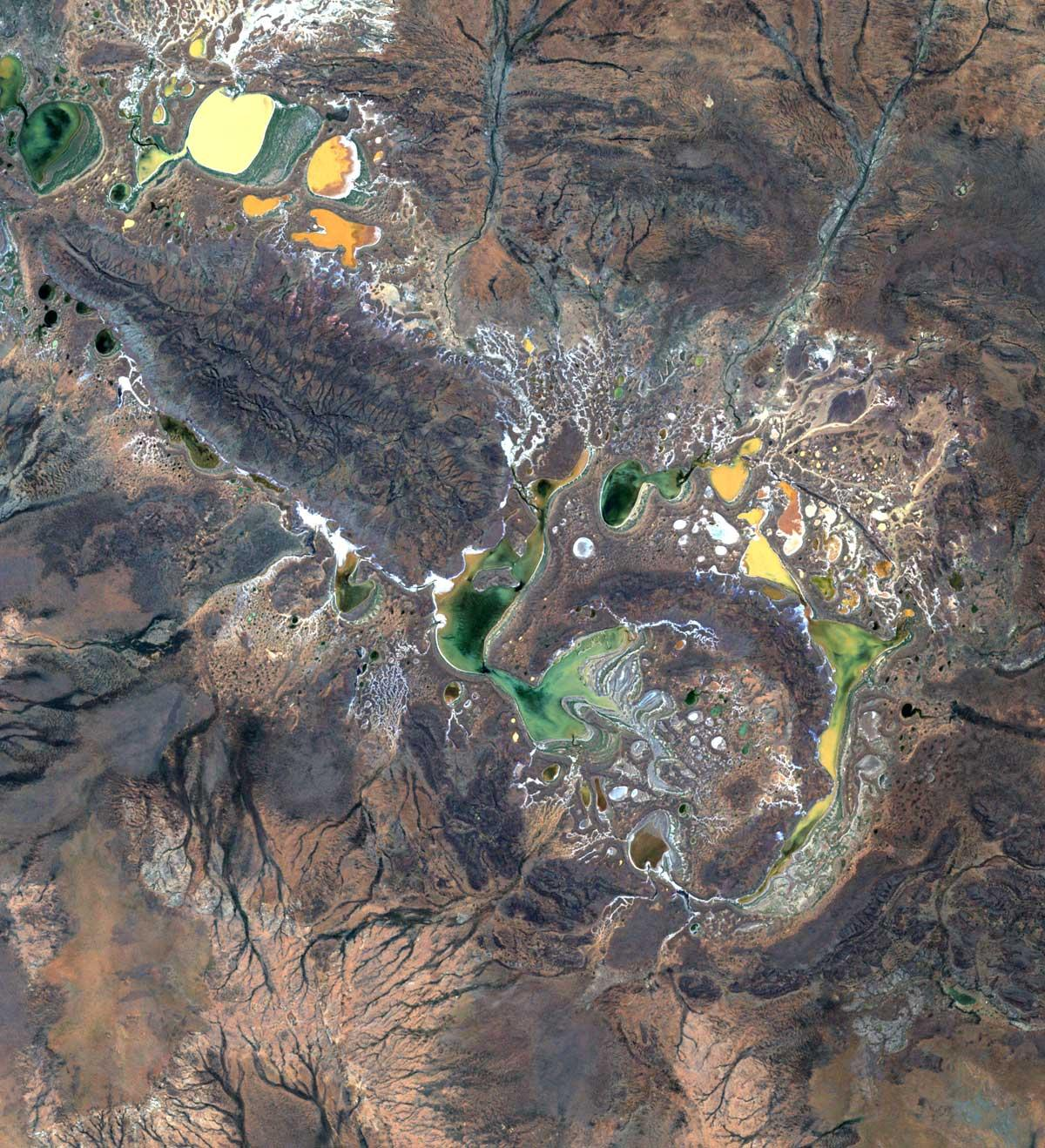
Кратер Шумейкер з космосу

Шумейкер (раніше відомий як Teague Ring — кільце Тіґ) — астроблема, сильно зруйнований залишок колишнього метеоритного кратера, розташований у посушливій центральній частині Західної Австралії, приблизно за 100 км на північ-північний схід від містечка Вілуна. Названо на честь планетолога Юджина Шумейкера.
Велика кільцева структура, яку легко помітити на супутникових знімках, лежить на межі між палеопротерозойським басейном і архейським кратоном Йілгарн. Область містить кілька сезонних солоних озер, найбільшим з яких є озеро Тіґ.
Перше припущення, що кільцеве утворення може бути ударною структурою було опубліковане 1974 року. Подальші дослідження надали переконливі докази цього припущення, включаючи наявність конусів розтріскування й ударного кварцу. Структура має центральну круглу область піднятого архейського граніту (Тіґ-граніт) близько 12 км у діаметрі, що оточена прогнутим кільцем (кільце синкліналі) осадових порід із зовнішньою межею руйнування діаметром близько 30 кілометрів, що є мінімальною оцінкою розміру первісного кратера.
Вік утворення невідомий. Зрозуміло, що воно молодше, ніж Тіґ-граніт у його центрі, який датується 2648 ± 8 млн років. Найчастіше зазначають вік близько 1630 млн років, який відображає повторне нагрівання граніту; втім, воно може свідчити як про зіткнення з астероїдом, так і про місцеву тектонічну активність. Пізніше датування K—Ar методами дає вік 568 ± 20 млн років, цей вік також може датувати зіткнення або відображати тектонічну активність.